# Lomanotidae
Lomanotidae es una familia de babosas marinas, moluscos gasterópodos marinos de la superfamilia Tritonioidea.

## Taxonomía
La familia Lomanotidae no tiene subfamilias. Contiene un solo género: 
- Lomanotus, Verany, 1844 - género tipo[2]

Las especies de Lomanotus son:
- Lomanotus barlettai Garcia-Gomez, Lopez-Gonzalez & Garcia, 1990
- Lomanotus draconis Ortea & Cabrera, 1999
- Lomanotus genei Vérany, 1846
- Lomanotus marmoratus (Alder & Hancock, 1845)
- Lomanotus phiops Er. Marcus, 1957
- Lomanotus vermiformis Eliot, 1908